# Clemency Burton-Hill
Clemency Burton-Hill (née le 1er juillet 1981) est une présentatrice, actrice, autrice, journaliste et violoniste britannique.

## Biographie
Clemency Burton-Hill est la fille de Humphrey Burton (en), responsable de la musique à la BBC, et Gillian Hawser, agente.
Elle commence sa carrière en dans l'équipe de présentation en direct des concerts The Proms sur BBC Four et BBC Two. Elle présente ensuite l'émission Jeune musicien de la BBC (en) de 2010 à 2018.
Depuis 2009, elle anime la matinale consacrée à la musique classique de BBC Radio 3.
Elle a également écrit et présenté les documentaires Stradivarius and Me et Who’s Yehudi.
De 2009 à 2015, elle est la chroniqueuse « arts vivants » de l'émission The Culture Show sur BBC Two.
Depuis 2015, elle présente les opéras diffusés en direct dans les salles de cinéma par la Royal Opera House.
En janvier 2020, elle est victime d'une hémorragie intracérébrale et reste dix-sept jours dans le coma. Après avoir réappris à parler, elle donne sa première interview le 20 janvier 2021 dans l'émission radiophonique Woman's Hour (en). Son histoire est raconté en 2025 dans le documentaire My Brain: After the Rupture

## Filmographie
Sauf indication contraire, les informations mentionnées dans cette section peuvent être confirmées par la base de données cinématographiques IMDb,  présente dans la section « Liens externes ».

### Films
- 1993 : The Higher Mortals : Melissa
- 1999 : The Colour of Funny : Sheedy Truffles
- 2000 : Hit List : Nicky
- 2002 : Until Death : Emma Oldfield
- 2005 : A Higher Agency : Anna
- 2006 : The Prince & Me II: The Royal Wedding : princesse Kirsten
- 2007 : Shoot on Sight : Pamela Davies
- 2008 : Clean Off : Susannah
- 2009 : Shadows in the Sun : Isabelle
- 2009 : Elegy : mère
- 2012 : St George's Day : Amelia
- 2012 : Candle to Water : Elle

### Téféfilms
- 2005 : Supernova (en) de John Harrison : Ginny McKillip
- 2005 : Donjons et Dragons : La Puissance suprême de Gerry Lively : Melora

### Séries télévisées
- 2004 : La Femme mousquetaire de Steve Boyum : Marie Mancini
- 2004 : Inspecteur Barnaby de Caroline Graham : Hettie Trent
- 2006 : Les Arnaqueurs VIP de Tony Jordan : Melissa DeMonfort
- 2007 : Party Animals : Sophie Montgomery
- 2008 : The Palace : Alice Templeton
- 2009 : Vivaldi, il prete rosso de Liana Marabini : Laura Padovan
- 2010 : La Relique maudite (Dark Relic) de Lorenzo Sena : Rebecca